# Есек'єль Фернандес (футболіст)
Есек'єль Фернандес (ісп. Ezequiel Fernández, нар. 25 липня 2002, Буенос-Айрес) — аргентинський футболіст, півзахисник клубу «Бока Хуніорс».
Виступав, зокрема, за клуби «Бока Хуніорс» та «Тігре», а також олімпійську збірну Аргентини.

## Клубна кар'єра
Народився 25 липня 2002 року в місті Буенос-Айрес. Вихованець футбольної школи клубу «Бока Хуніорс». Дорослу футбольну кар'єру розпочав 2021 року в основній команді того ж клубу, в якій того року взяв участь у 2 матчах чемпіонату. 
Своєю грою за цю команду привернув увагу представників тренерського штабу клубу «Тігре», до складу якого приєднався на умовах оренди 2022 року. Відіграв за команду з передмістя Буенос-Айреса менше одного року своєї ігрової кар'єри. Більшість часу, проведеного у складі «Тігре», був основним гравцем команди.
До складу клубу «Бока Хуніорс» приєднався 2023 року. Станом на 26 червня 2024 року відіграв за команду з Буенос-Айреса 26 матчів в національному чемпіонаті.

## Виступи за збірні
У 2019 році дебютував у складі юнацької збірної Аргентини (U-17), загалом на юнацькому рівні взяв участь у 13 іграх, відзначившись одним забитим голом.
У 2024 у складі олімпійської збірної Аргентини.

## Титули і досягнення
Аргентина U17
- Чемпіон Південної Америки до 17 років: 2019